# Inhaber
L'Inhaber, tradotto dal tedesco come proprietario, era il colonnello onorario e, appunto, "proprietario", di un reggimento nell'organizzazione militare della casa d'Asburgo. Come tale ne condivideva la gloria o la vergogna, e ne doveva curare l'organizzazione e i bisogni, ricevendo in cambio una certa rendita. La posizione rifletteva la posizione aristocratica della persona, e si basava su principi feudali. Un sistema simile fu adottato anche nell'Impero russo.

## Descrizione
L'Inhaber era un aristocratico di nascita o per meriti militari. Il suo reggimento veniva identificato spesso con il suo nome, cambiando di volta in volta che cambiava il proprietario. Il 30º Reggimento ussari "Wurmser", ad esempio, si rifaceva al feldmaresciallo Dagobert Sigmund von Wurmser, ma quando questo morì il nome venne cambiato in "Nauendorf", da Friedrich August von Nauendorf, da tempo comandante effettivo del reggimento. Poteva infatti capitare che, se la nomina a Inhaber fosse prettamente onoraria, venisse nominato un secondo colonnello per adempiere nella pratica tutti i doveri del colonnello onorario. È il caso anche del 3º Reggimento fanteria "Erzherzog Karl", così chiamato in onore dell'arciduca Carlo d'Asburgo-Teschen, fratello dell'imperatore Francesco II: benché l'arciduca cessò le sue funzioni di comandante quando venne nominato feldmaresciallo nel 1796, diversi altri colonnelli svolsero le sue funzioni nel reggimento, che portò il nome dell'arciduca fino alla sua morte avvenuta nel 1847. La proprietà durava infatti genericamente a vita e il proprietario, solitamente, era della stessa zona geografica dove venivano reclutati gli uomini del reggimento, in un'ottica feudale cara agli Asburgo che voleva il popolo sotto il controllo dell'aristocrazia.